# Velika Obarska
Velika Obarska är ett samhälle i Bosnien och Hercegovina.   Det ligger i entiteten Republika Srpska, i den nordöstra delen av landet, 120 km nordost om huvudstaden Sarajevo. Velika Obarska ligger 84 meter över havet och antalet invånare är 5 142.
Terrängen runt Velika Obarska är platt. Närmaste större samhälle är Bijeljina, 6,6 km sydost om Velika Obarska. 
Trakten runt Velika Obarska består till största delen av jordbruksmark. Runt Velika Obarska är det ganska tätbefolkat, med 67 invånare per kvadratkilometer.